# Damon Knight
Damon Knight (ur. 19 września 1922 w Baker City, zm. 15 kwietnia 2002 w Eugene) – amerykański pisarz, redaktor i wydawca oraz krytyk science fiction i fantasy. Założyciel i pierwszy prezes Science Fiction Writers of America (SFWA). Niektóre opowiadania pisał pod pseudonimem Stuart Fleming.
Miał duży wpływ na kształtowanie się amerykańskiej fantastyki naukowej jako redaktor magazynów i antologii. Choć wydał sporo książek i opowiadań to jego dzieła literackie nie miały tak szerokiego odbioru jak jego dokonania edytorskie. Najbardziej cenione były jego miniatury literackie.

## Życiorys
Urodził się w 1922 roku w Oregonie, gdzie spędził większość życia.
Był doktorantem Arthura C. Clarke’a, który we wstępie do swych prac zebranych cytował definicję fantastyki naukowej stworzoną przez Knighta: fantastyka naukowa to to, na co wskazując mówię: „To jest fantastyka naukowa”.
Był redaktorem licznych magazynów pulpowych i pism poświęconych fantastyce: „Snide” w 1941, „Worlds Beyond” w latach 1950-1951, „If” w latach 1958-1959 oraz „Pulphouse” w 1995.
Był też redaktorem licznych antologii, z których najbardziej znana były seria Orbit (22 tomy w latach 1966-1980) oraz Damon Knight's Collection (11 tomów w latach 1972-1973).
Bardzo wcześnie zaangażował się w fandom fantastyczny, był uczestnikiem konwentów, starał się też organizować autorów SF.
W 1965 doprowadził do powstania  Science Fiction Writers of America (SFWA) – stowarzyszenia zrzeszającego twórców literatury fantastycznej w USA. Był pierwszym prezesem stowarzyszenia w latach 1965-1967.
Wraz z żoną Kate Wilhelm był jednym z pierwszych wykładowców na Clarion Workshop – warsztatach dla początkujących pisarzy fantastyki naukowej i fantasy organizowanych wtedy na Clarion University of Pennsylvania
Niektóre opowiadania pisał wspólnie z innymi autorami m.in. Jamesem Blishem.
Na podstawie jego opowiadań powstawały odcinki serialu Strefa mroku (The Twilight Zone).
Laureat kilku nagród fantastycznych w tym Hugo i Jupitera.

### Damon Knight Memorial Grand Master Award
W uznaniu jego osiągnięć i dokonań dla fantastyki naukowej, po jego śmierci w 2002 jego imieniem nazwano Damon Knight Memorial Grand Master Award – nagrodę literacką, przyznawana od 1974 r. przez Stowarzyszenie Amerykańskich Pisarzy SF i Fantasy (Science Fiction and Fantasy Writers of America) żyjącym autorom za całokształt osiągnięć w dziedzinie science fiction lub fantasy. Nagroda jest przyznawana w czasie gali Nebuli.
Sam Knight był laureatem tej nagrody (jeszcze jako Grand Master Award) w 1994.

## Życie prywatne
Był żonaty z Kate Wilhelm, również pisarką science fiction i fantasy, laureatką nagród Hugo i Nebula.

## Nagrody i wyróżnienia

### Nagrody
- Nagroda Retro Hugo za najlepszą miniaturę literacką za To Serve Man za 1951, przyznana w 2001 na Worldconie w Filadelfii[5].
- Nagroda Hugo dla najlepszego krytyka za 1956[6]
- Nagroda Pielgrzyma (Pilgrim Award) za 1975
- Nagroda Jupitera za miniaturę literacką I See You za 1977.
- Grand Master Award w 1994.
- Gość Honorowy 38. Worldconu w Bostonie w 1980.

### Nominacje do Hugo
- Nagroda Hugo za najlepszą miniaturę literacką za Masks, 1969
- Nagroda Hugo za najlepszą miniaturę literacką za I See You, 1977

### Nagroda jego imienia
- Damon Knight Memorial Grand Master Award

## Publikacje

### Powieści
- Masters of Evolution, 1959
- The People Maker (A for Anything), 1959
- The Sun Saboteurs (The Earth Quarter), 1961
- Beyond the Barrier, 1964
- The Rithian Terror (Double Meaning), 1965
- Mind Switch (The Other Foot), 1965
- The Man in the Tree, 1984
- Why Do Birds, 1992
- Humpty Dumpty: An Oval, 1996

### Książki non-fiction
- In Search of Wonder (1956)
- Charles Fort, Prophet of the Unexplained (1970)
- Turning Points: Essays on the Art of Science Fiction (1977)
- The Futurians (1977)
- The Clarion Writers' Handbook (1978)
- Creating Short Fiction (1981)
- Faking the Reader Out (1991)

### Przetłumaczone na polski
Żadna z książek Knighta nie została przetłumaczona na polski, ukazało się jednak kilka jego opowiadań, w tym wszystkie docenione w nominacjach do Hugo.
- Sonet z Paradise (Strangers in Paradise), w: Don Wollheim proponuje 1987
- Czy chcesz, by sławił cię proch? (Shall the Dust Praise Thee?), w: Niebezpieczne wizje
- Maski (Masks), w: Kroki w nieznane 4, także w: Droga do science fiction. Część 3.: Od Heinleina do dzisiaj (tom 2) oraz w: Playboy science fiction
- Jak najlepiej traktować człowieka (To Serve Man), w: SFanzin 01/1981
- Paradoks (Anachron), w: Wielka księga science fiction
- Dostawa specjalna (Special Delivery), w: W pałac władców Marsa
- Ostatni okaz (Collector's Item, inny tytuł: The End of the Search), w: Wizje dla ubogich 3: Ludzie bez kości
- Obywatel drugiej kategorii (The Second-Class Citizen), w: Fenix 04 (08) 1991
- Kolektor życia (Life Edit), w To, co najlepsze w SF 2
- Kraina Uprzejmych, w Problemy 07-08/1981